# 翔云镇
翔云镇是中国福建省泉州市南安市下辖的一个镇。

## 行政区划
翔云镇共辖12个村委会，分别是：
翔云村、金安村、福庭村、沙溪村、梅庄村、圳林村、黄田村、椒岭村、翔山村、云山村、东山村、头梅村。